# Polia pallida
Polia pallida är en fjärilsart som beskrevs av Barend J. Lempke 1964. Polia pallida ingår i släktet Polia och familjen nattflyn. Inga underarter finns listade i Catalogue of Life.